# Сельское поселение Кривцовское (Московская область)
Сельское поселение Кривцовское — упразднённое муниципальное образование в Солнечногорском районе Московской области. Административный центр — деревня Кривцово.
Глава сельского поселения — Кузнецов Владимир Викторович. Адрес администрации: 141554, Московская область, Солнечногорский район, д. Обухово, д. 70.

## География
Граничит с городским поселением Солнечногорск, Смирновским и Соколовским сельскими поселениями; Бужаровским сельским поселением Истринского района; Нудольским сельским поселением и городским поселением Клин Клинского района. Площадь территории сельского поселения составляет 12 493 га (124,93 км²).

## История
Образовано в соответствии с Законом Московской области от 21.01.2005 года № 27/2005-ОЗ «О статусе и границах Солнечногорского муниципального района и вновь образованных в его составе муниципальных образований» (принят постановлением Мособлдумы от 29.12.2004 № 8/123-П).
Законом Московской области № 246/2018-ОЗ от 28 декабря 2018 года, с 9 января 2019 года все городские и сельские поселения Солнечногорского муниципального района были упразднены и объединены в новое единое муниципальное образование городской округ Солнечногорск

## Население
| 2006  | 2007  | 2008  | 2009  | 2010  | 2011  | 2012  | 2013  |
| ----- | ----- | ----- | ----- | ----- | ----- | ----- | ----- |
| 3903  | ↘3830 | ↗3874 | ↗3915 | ↗5028 | ↗5061 | →5061 | ↗5143 |
| 2014  | 2015  | 2016  | 2017  | 2018  | 2019  |       |       |
| ↗5244 | ↗5315 | ↗5408 | ↗5534 | ↗5616 | ↗5676 |       |       |

## Состав сельского поселения
В состав сельского поселения входит 31 деревня упразднённого Обуховского сельского округа. а также образованная в 2017 году деревня Никулино:
| №  | Населённый пункт  | Тип населённого пункта          | Население |
| -- | ----------------- | ------------------------------- | --------- |
| 1  | Барское-Мелечкино | деревня                         | ↗27       |
| 2  | Горки             | деревня                         | ↗24       |
| 3  | Елизарово         | деревня                         | ↗31       |
| 4  | Ермолино          | деревня                         | ↗143      |
| 5  | Замятино          | деревня                         | ↘578      |
| 6  | Квашнино          | деревня                         | ↘0        |
| 7  | Климово           | деревня                         | ↗21       |
| 8  | Колтышево         | деревня                         | ↘89       |
| 9  | Коньково          | деревня                         | ↗35       |
| 10 | Кривцово          | деревня, административный центр | ↘2063     |
| 11 | Логиново          | деревня                         | ↗38       |
| 12 | Меленки           | деревня                         | ↗73       |
| 13 | Никулино          | деревня                         |           |
| 14 | Новинки           | деревня                         | ↗30       |
| 15 | Обухово           | деревня                         | ↗112      |
| 16 | Ожогино           | деревня                         | ↗1062     |
| 17 | Погорелово        | деревня                         | ↗102      |
| 18 | Поповка           | деревня                         | ↘2        |
| 19 | Рахманово         | деревня                         | ↗15       |
| 20 | Сверчково         | деревня                         | →25       |
| 21 | Селищево          | деревня                         | ↗4        |
| 22 | Соскино           | деревня                         | ↗3        |
| 23 | Стегачёво         | деревня                         | ↘19       |
| 24 | Стрелино          | деревня                         | ↗238      |
| 25 | Субботино         | деревня                         | ↗11       |
| 26 | Сырково           | деревня                         | ↗18       |
| 27 | Татищево          | деревня                         | ↗52       |
| 28 | Тимофеево         | деревня                         | ↗10       |
| 29 | Тимошино          | деревня                         | ↘0        |
| 30 | Турицино          | деревня                         | ↗5        |
| 31 | Шапкино           | деревня                         | ↘0        |
| 32 | Якиманское        | деревня                         | ↗198      |

7 января 2017 года Законом № 180/2016-ОЗ в список населённых пунктов поселения включена деревня Никулино, находящаяся к югу от деревни Замятино.